# Metropolia Meksyku
Metropolia Meksyku – metropolia Kościoła rzymskokatolickiego w Meksyku. Erygowana w dniu 12 lutego 1546 roku. W skład metropolii wchodzi 1 archidiecezja i 3 diecezje.
W skład metropolii wchodzą:
- Archidiecezja Meksyku
  - Diecezja Azcapotzalco
  - Diecezja Iztapalapa
  - Diecezja Xochimilco